# Konstal N
Konstal N  — модель трамвая, заснована на німецькій концепції Kriegsstraßenbahnwagen, що випускалася в 1948 — 1956 роках на підприємстві Konstal у Хожуві, Гданській корабельні та "Sanowag".
Вузькоколійна версія 2Н випускалася в 1950 — 1956 роках. Випускалися також як причіпний вагон (без двигуна) — версії ND і 2ND. 
Konstal N — перший трамвай , випущений у Польщі після Другої світової війни.

## Конструкція
Konstal N — двонаправлений, двосторонній, односекційний трамвай, з чотирма цілісними дверима, що відсуваються.

## Історія
У повоєнній Польщі багато міст зіткнулися зі значними транспортними проблемами, тому було необхідне виробництво трамваїв простої та технологічної конструкції. 
Було ухвалено рішення скопіювати конструкцію німецького вагона «Kriegsstraßenbahnwagen»
, 
який був розроблений для військових цілей. 
Через нестачу тягових двигунів першими з конвеєра зійшли причіпні вагони ND, призначені для Верхньої Сілезії.

Його наступником став трамвай Konstal 4N.

## Експлуатація
Трамваї типу N зі стандартною колією експлуатувалися в більшості польських міст, які мали тоді трамвайну комунікацію: Гданськ, Сопот, Верхня Сілезія, Краків, Познань, Щецин, Варшава, Вроцлав. 
Вузькоколійні версії експлуатувалися в Бельсько-Бялі, Бидгощі, Грудзендзе, Іновроцлаві, Єленя-Гура, Легниці, Лодзі та сусідніх місцевостях, Ольштині, Слупську, Торуні та Валбжихе. 
За весь час експлуатації трамваї зазнавали різні поліпшення та модернізації.
На початок 2020-х в Битомі експлуатуються два вагони, де вони використовуються на одноколійній трамвайній лінії №38.  